# Mexikanische Badmintonmeisterschaft 2006
Die Mexikanische Badmintonmeisterschaft 2006 fand in Guadalajara statt. Es war die 58. Auflage der nationalen Titelkämpfe von Mexiko im Badminton.	

## Sieger und Finalisten
| Disziplin    | Gold                                      | Silber                                  |
| ------------ | ----------------------------------------- | --------------------------------------- |
| Herreneinzel | José Luis González Alcantar               | Salvador Sánchez Martínez               |
| Dameneinzel  | Naty Rangel                               | Deyanira Angulo                         |
| Herrendoppel | Jesús Aguilar José Luis González Alcantar | Daniel Orozco Salvador Sánchez Martínez |
| Damendoppel  | Victoria Montero Rossina Nuñez            | Naty Rangel Marisol Domínguez           |
| Mixed        | Jesús Aguilar Rossina Nuñez               | José Luis González Alcantar Naty Rangel |